# Kwasi Sibo
Kwasi Sibo (Wa, Ghana, 24 de junio de 1998), más conocido como Sibo,  es un futbolista ghanés que juega como centrocampista en el Real Oviedo de la Primera División de España. Es hermano del también futbolista Simon Zibo.

## Trayectoria
Natural de Wa, Sibo se formó en las categorías inferiores del Cheetah FC hasta que en septiembre de 2017, firma por el FC Urartu de la Liga Premier de Armenia, con el que disputa 20 partidos de liga y 4 de Copa en los que anota 3 goles. 
El 9 de agosto de 2018, firmó por el Watford FC de la Premier League.
El 30 de enero de 2019, fue cedido al KF Skënderbeu de la Superliga de Albania, hasta el final de la temporada.
En la temporada 2019-20 y 2020-21, el mediocentro ghanés jugaría en la Unión Deportiva Ibiza de la Segunda División B de España, cedido por el  Watford FC inglés. En su segunda temporada en el conjunto balear, logró el ascenso a Segunda División en el playoff celebrado en Extremadura frente al UCAM Murcia CF.
El 30 de agosto de 2021, firma por el Betis Deportivo Balompié de la Primera Federación, con el que disputa 32 partidos pese al descenso de categoría.
El 5 de septiembre de 2022, firma por la SD Amorebieta de la Primera Federación, tercera categoría del fútbol de España, y consigue el ascenso a LaLiga Hypermotion con el conjunto vasco tras disputar 35 partidos. Ya en el futbol profesional, Sibo mantiene su protagonismo en el centro del campo del conjunto "urdinak" y disputa 39 partidos de liga y 2 partidos de Copa del Rey.
El 4 de julio de 2024, el Real Oviedo anuncia la llegada del centrocampista ghanés para las próximas dos temporadas.

## Clubes[4]
| Club                           | País       | Año             | Partidos |
| ------------------------------ | ---------- | --------------- | -------- |
| Cheetah FC                     | Ghana      | 2016–2017       | -        |
| FC Urartu                      | Armenia    | 2017–2018       | 26       |
| Watford FC                     | Inglaterra | 2018–2021       | 0        |
| KF Skënderbeu (cedido)         | Albania    | 2019            | 16       |
| Unión Deportiva Ibiza (cedido) | España     | 2019-2021       | 36       |
| Betis Deportivo Balompié       | España     | 2021-2022       | 32       |
| SD Amorebieta                  | España     | 2022-2024       | 78       |
| Real Oviedo                    | España     | 2024-actualidad | 0        |